# Б'єнхоа

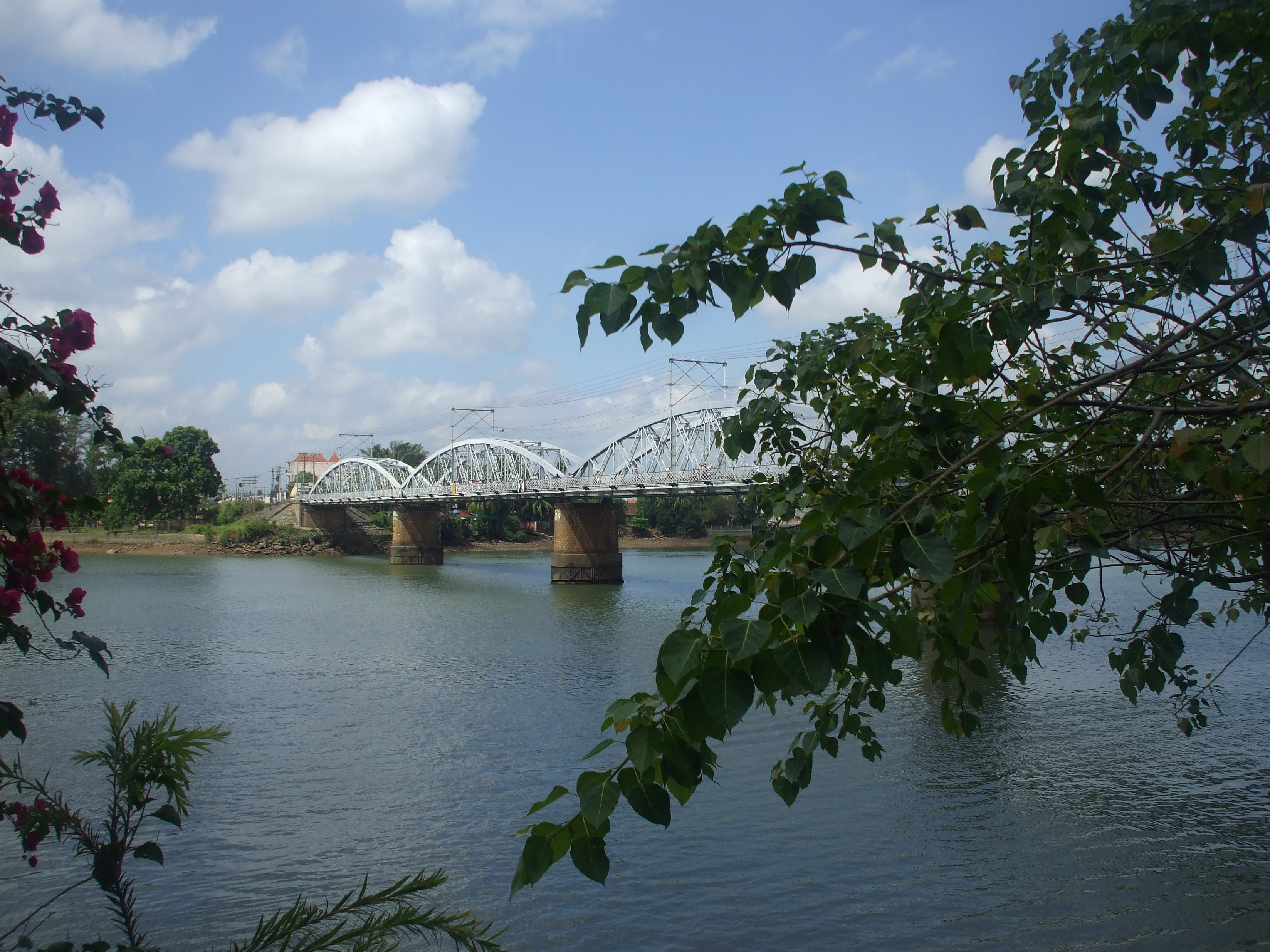
Міст через річку Донгнай

Б'єнхоа (в'єт. Biên Hòa) — місто на півдні В'єтнаму, столиця провінції Донгнай.
Нині Б'єнхоа — великий індустріальний центр країни, найважливіший місто-супутник Хошиміну. Населення Б'єнхоа становить близько 784 000 чоловік (оцінка 2010 року). Воно третє за щільностю місто у В'єтнамі (після Хошиміну і Ханоя). 70 % економіки міста складає промисловість. Місто має великий потенціал розвитку промисловості і туризму.

## Географія
Б'єнхоа знаходиться за 30 км від Хошиміна і за 1697 км від Ханоя. Північно-західна частина міста стоїть на річці Донгнай (в'єт. Sg. Đồng Nai).

### Клімат

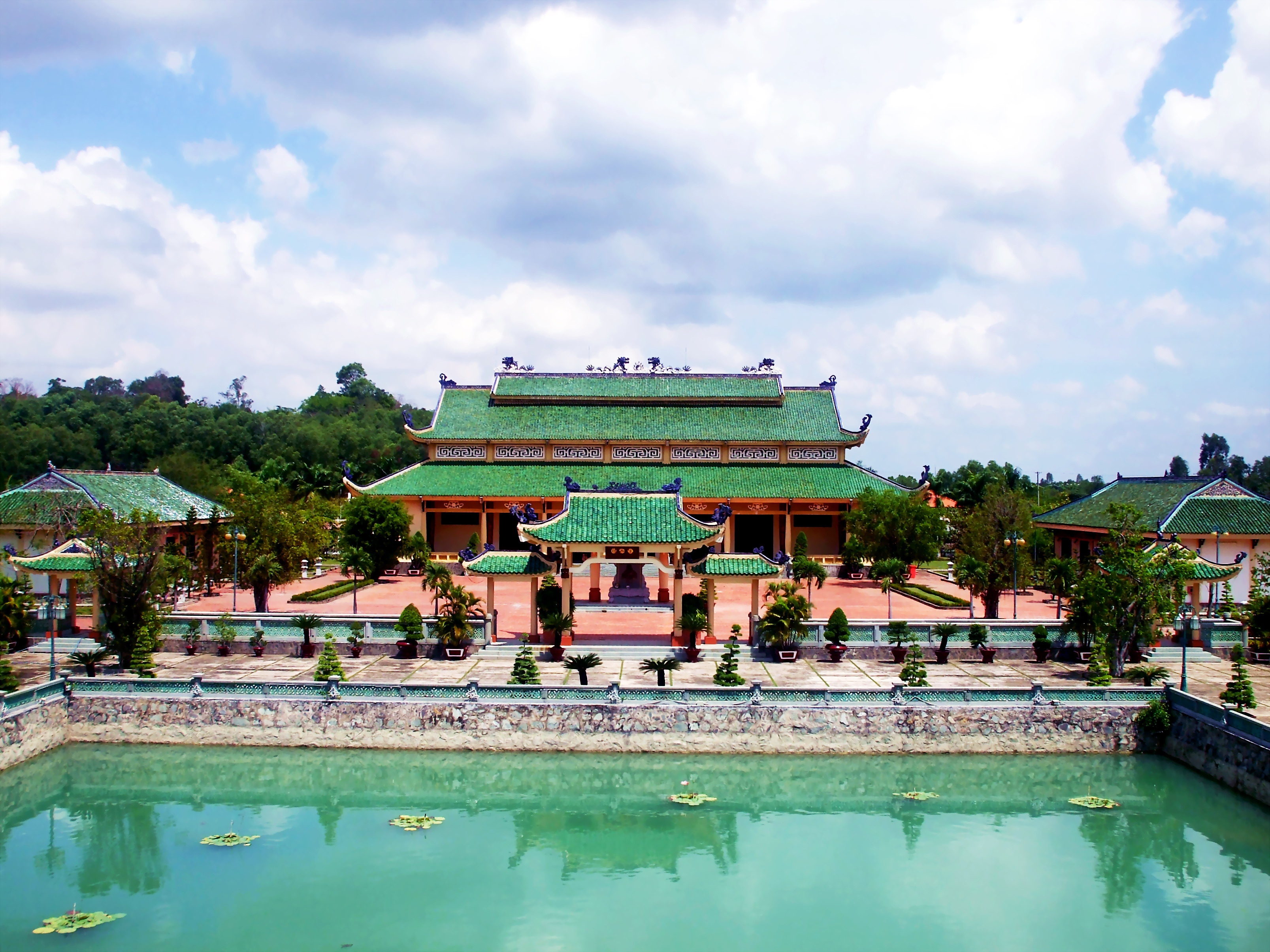
Храм у Б'єнхоа

Місто знаходиться у зоні, котра характеризується кліматом тропічних саван. Найтепліший місяць — квітень із середньою температурою 30 °C (86 °F). Найхолодніший місяць — січень, із середньою температурою 25.6 °С (78 °F).
| Клімат Б'єнхоа          | Клімат Б'єнхоа | Клімат Б'єнхоа | Клімат Б'єнхоа | Клімат Б'єнхоа | Клімат Б'єнхоа | Клімат Б'єнхоа | Клімат Б'єнхоа | Клімат Б'єнхоа | Клімат Б'єнхоа | Клімат Б'єнхоа | Клімат Б'єнхоа | Клімат Б'єнхоа | Клімат Б'єнхоа |
| Показник                | Січ.           | Лют.           | Бер.           | Квіт.          | Трав.          | Черв.          | Лип.           | Серп.          | Вер.           | Жовт.          | Лист.          | Груд.          | Рік            |
| Абсолютний максимум, °C | 35             | 36             | 37             | 38             | 37             | 35             | 34             | 33             | 33             | 33             | 33             | 33             | 38             |
| Середній максимум, °C   | 31             | 33             | 34             | 35             | 33             | 32             | 32             | 31             | 31             | 31             | 31             | 31             | 32             |
| Середня температура, °C | 25             | 26             | 28             | 29             | 28             | 27             | 27             | 27             | 27             | 27             | 26             | 25             | 27             |
| Середній мінімум, °C    | 19             | 20             | 22             | 24             | 24             | 23             | 23             | 23             | 23             | 23             | 21             | 20             | 22             |
| Абсолютний мінімум, °C  | 13             | 14             | 16             | 21             | 22             | 21             | 20             | 21             | 21             | 21             | 18             | 17             | 13             |
| Норма опадів, мм        | 0              | 0              | 10             | 40             | 150            | 230            | 260            | 270            | 290            | 200            | 80             | 20             | 1610           |
| Днів з дощем            | 0              | 0              | 1              | 3              | 5              | 13             | 14             | 15             | 13             | 11             | 6              | 2              | 89             |
| Вологість повітря, %    | 71             | 66             | 68             | 70             | 79             | 83             | 85             | 87             | 87             | 86             | 83             | 78             | 79             |
| ----------------------- | -------------- | -------------- | -------------- | -------------- | -------------- | -------------- | -------------- | -------------- | -------------- | -------------- | -------------- | -------------- | -------------- |
| Джерело: Weatherbase    |                |                |                |                |                |                |                |                |                |                |                |                |                |

## Адміністративний поділ
Місто ділиться на 30 частин: 17 міських районів (An Bình, Bửu Hòa, Bình Đa, Bửu Long, Hòa Bình, Hố Nai, Long Bình, Long Bình Tân, Quyết Thắng, Quang Vinh, Thanh Bình, Tam Hiệp, Tam Hòa, Tân Biên, Thống Nhất, Tân Hiệp, Tân Hòa, Tân Mai, Tân Phong, Tân Tiến, Tân Vạn, Trảng Dài, Trung Dũng) і 7 сільських громад (Hóa An, Hiệp Hòa, Tân Hạnh, An Hòa, Long Hưng, Phước Tân, Tam Phước).

## Транспорт
Найближчий аеропорт — міжнародний аеропорт Таншоннят — знаходиться за 20 км від міста. У місті є залізнична станція. Національне шосе № 1. Туристи, зазвичай, не зупиняються в цьому місті.
Під час В'єтнамської війни в місті перебувала найбільша авіабаза ВПС США.